# Equinococose
Equinococose, também conhecida como doença hidátida, hidatidose é uma verminose causada por platelmintos do tipo Echinococcus. A transmissão é por água ou alimentos contaminados com os ovos liberados nas fezes de animais.

## Tipos
Humanos podem contrair três diferentes tipos de equinococose:
- Equinococose cística: Causada pelo Echinococcus granulosus e começa sem sintomas. Após alguns anos os sintomas e sinais que ocorrem dependem da localização e dimensão dos quistos que causam respostas inflamatórias locais.
- Equinococose alveolar: Causada pelo Emultilocularis e começa normalmente no fígado, até que os vermes cheguem aos pulmões por auto-infecção. É caracterizada por dor no peito, dificuldade para respirar e tosse.
- Equinococose policística Causada pelos E. vogeli ou pela E. oligarthra. Quando muitos cistos se acumulam no fígado a pessoa pode apresentar dor abdominal, perda de peso e pele amarela.

## Causas

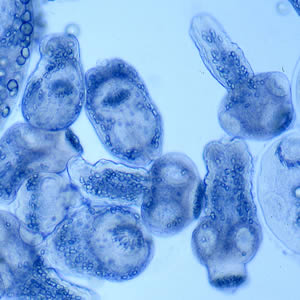
Cisto de ovos de Echinococcus com larvas saindo dos ovos.

A doença espalha-se quando são ingeridos alimentos ou líquidos que contenham os ovos do parasito ou por contacto próximo com um animal infetado.  Os ovos são libertados nas fezes de animais carnívoros que tenham sido infetados pelo parasito.  Os animais tipicamente infetados incluem: cães, raposas e lobos.  Para estes animais ficarem infectados, têm de comer os órgãos de um animal que contenham os quistos, como uma ovelha ou roedores.  O tipo de doença que ocorre nas pessoas depende do tipo de Echinococcus que causa a infeção.

### Agente etiológico
Os Echinococcus são vermes achatados do Filo platelminto e da classe Cestoda. Atualmente são aceitas as seguintes espécies: Echinococcus granulosus Batsch (1786) (cepas G1-3), E. equinus Williams and Sweatman (1963)(cepa G4), E. ortleppi Lopez-Neyra and Soler Planas (1943)(cepa G5), E. canadensis Webster and Cameron (1961) (cepas G 6,7,8 e10), E. felidis Ortleppi (1937), E. multilocularis Leuckart (1863), E. shiquicus Xiao et al. (2005), E. oligarthra Diesing (1863), E. vogeli Rausch and Bernstein (1972).
Como todos os platelmintes, têm um tubo digestivo incompleto. O E. granulosus é um parasita intestinal com 6 milímetros que infecta cães e dingos (canídeos), tem um escolex e cerca de três proglótides; enquanto o E. multilocularis (3 milímetros, escoléx e cinco proglótides) parasita também raposas, gatos e outras espécies. São semelhantes, nestes hospedeiros definitivos, os vermes não causam maiores problemas.

### Ciclo de vida
O parasita adulto (hermafrodita) vive durante cerca de um ano no intestino do hóspede definitivo. Os ovos são ingeridos na água ou plantas pelo hospedeiro definitivo, canídeos, ou por hospedeiros intermediários, como ovelhas, roedores ou humanos. No intestino destes animais, os ovos libertam as larvas, que penetram na mucosa do intestino e depois nas veias, migrando pelo sangue até órgãos bem irrigados, principalmente o fígado (que recebe o sangue vindo dos intestinos primeiro), mas também no pulmão ou outros órgãos, ou seja,  estes cistos têm membranas múltiplas externas  e crescem até se transformarem em cistos hidáticos , os mesmos podem crescer até 15 centímetros de diâmetro, mas frequentemente são maiores, e podem multiplicar-se por fragmentação. Os animais são infectados quando consomem carne contendo estes protoscoceles, que se desenvolvem no seu intestino em formas adultas (similares às tênias) exclusivamente intestinais.
Frequentemente os cistos crescem formando uma protuberância que eclode liberando mais vermes. Esses vermes podem disseminar-se pelo sangue alojando-se em órgãos distantes como pulmão e fígado.

## Epidemiologia

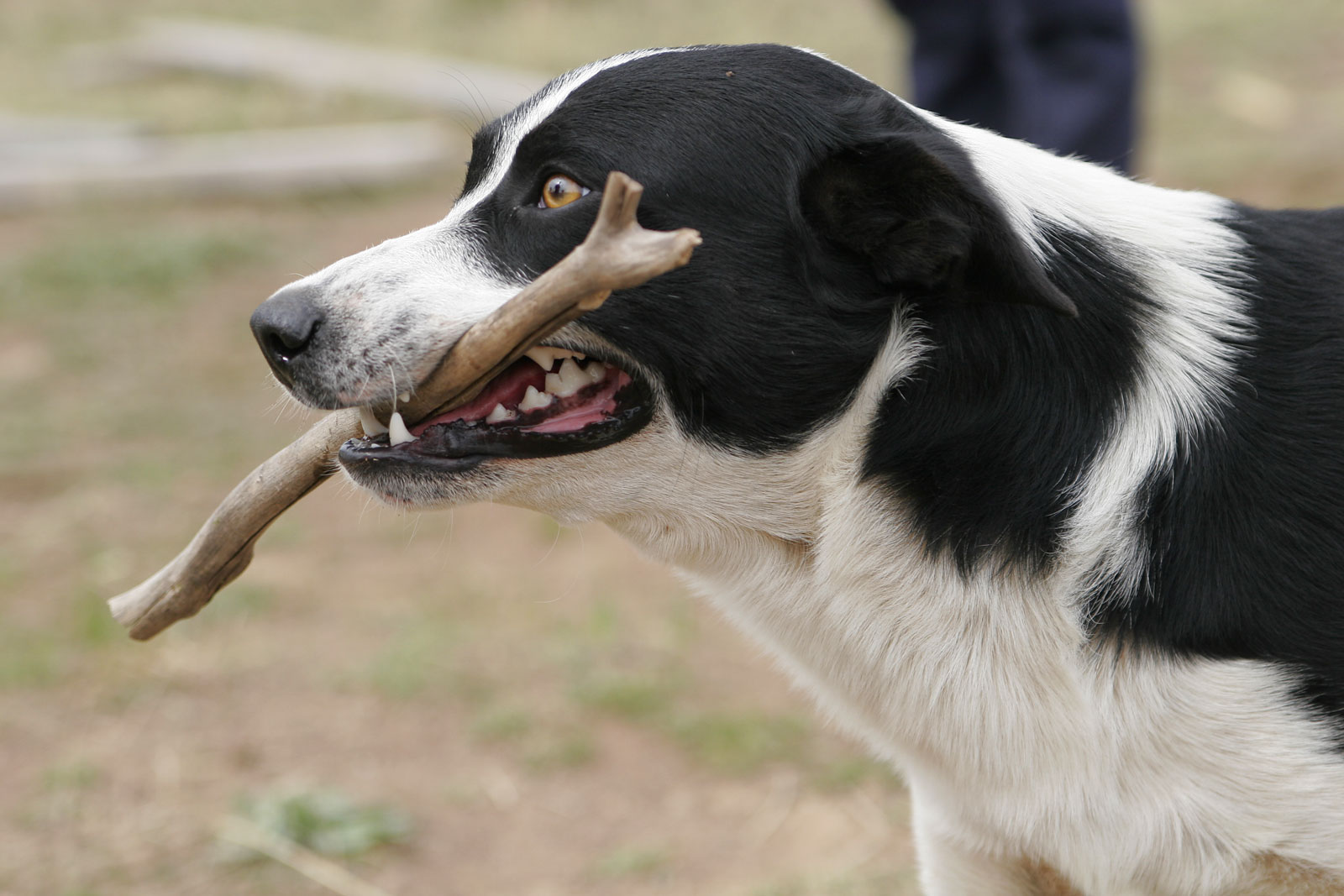
O cão é o hospedeiro definitivo do E. granulosus e a fonte das infecções humanas

O E.granulosus existe em todo o mundo, sendo mais frequente nos países do Mediterrâneo, Europa de Leste, África, Austrália, Ásia e América Latina incluindo Brasil, sendo muito comum em áreas rurais do Rio Grande do Sul por exemplo. Em Portugal é raro.
O E.multilocularis é um parasita do hemisfério norte, existindo na Rússia, Norte da China, Ásia Central, Irão, Turquia, na Europa Central (Alemanha, França oriental, Suíça, Áustria, Polónia e República Checa) e no Canadá e Norte dos Estados Unidos, incluindo o Alasca. É rara em Portugal e não existe no Brasil ou na África. Nos países desenvolvidos infecta principalmente as raposas selvagens, de cujos parasitas provém as infecções humanas.
A hidatidose ocorre em quase todas as partes do mundo e afeta atualmente cerca de um milhão de pessoas.  Nalgumas áreas da América do Sul, África e Ásia, até 10% de determinadas populações é afetado, a maioria sem sintomas.  Em 2010, causou cerca de 1200 mortes, um decréscimo em comparação com as 2000 que causou em 1990.  O custo económico da doença foi estimado em cerca de 3 bilhões de dólares por ano.  Pode afetar outros animais, como porcos, vacas e cavalos. 

## Diagnóstico
O diagnóstico é pela observação dos cistos nos exames de imagem como tomografia computadorizada, ultrassom ou ressonância magnética. A serologia,  feita por ELISA com detecção de anticorpos específicos contra o parasita, é usada como confirmação. Análises ao sangue que procurem anticorpos contra o parasita podem ser úteis, tal como a biopsia.

## Tratamento
O tratamento é muitas vezes difícil. Os cistos podem ser drenados ou extraídos cirurgicamente. Por vezes, enquanto não causa maiores problemas, esse tipo de doença é apenas acompanhado. O tipo alveolar precisa muitas vezes de cirurgia, seguida de medicação.  A medicação usada é albendazol ou mebendazol que pode ser necessário durante vários anos. A doença alveolar pode ser fatal. A administração a longo prazo de antiparasitários pode não curar, mas melhora o prognóstico.

## Prevenção
A prevenção da doença cística é feita tratando os cães que possam transportar a doença e vacinando as ovelhas.  Nas áreas endémicas do E. granulosus pode-se tratar os cães contra a parasitose, e impedi-los de consumir carne crua ou mal cozinhada, e não os alimentar de nenhum modo com vísceras como fígado ou pulmões. Tomar medidas higiénicas sempre que em contacto com os cães, como lavar sempre as mãos antes de comer.
Contra o E. multilocularis a prevenção é mais difícil já que infecta principalmente animais selvagens. Há programas de controlo do parasita nas raposas em alguns países, e é aconselhável lavar bem ou cozinhar as plantas comestíveis selvagens ou agrícolas acessíveis às raposas,etc.